# Republic Drug Store
Republic Drug Store es una farmacia ubicada en Republic, Washington, Estados Unidos. La farmacia original se quemó en 1917 debido a un presunto incendio provocado, y el edificio actual se construyó y terminó en 1918. En 2003, se pensaba que era la farmacia familiar más antigua del estado de Washington que aún seguía en actividad. La tienda se vendió al Distrito Hospitalario del Condado de Ferry en 2021. En 2023, la tienda estuvo en el centro de un acuerdo de la Ley de Sustancias Controladas entre el distrito hospitalario y el Tribunal de Distrito de los Estados Unidos para el Distrito Este de Washington.

## Historia

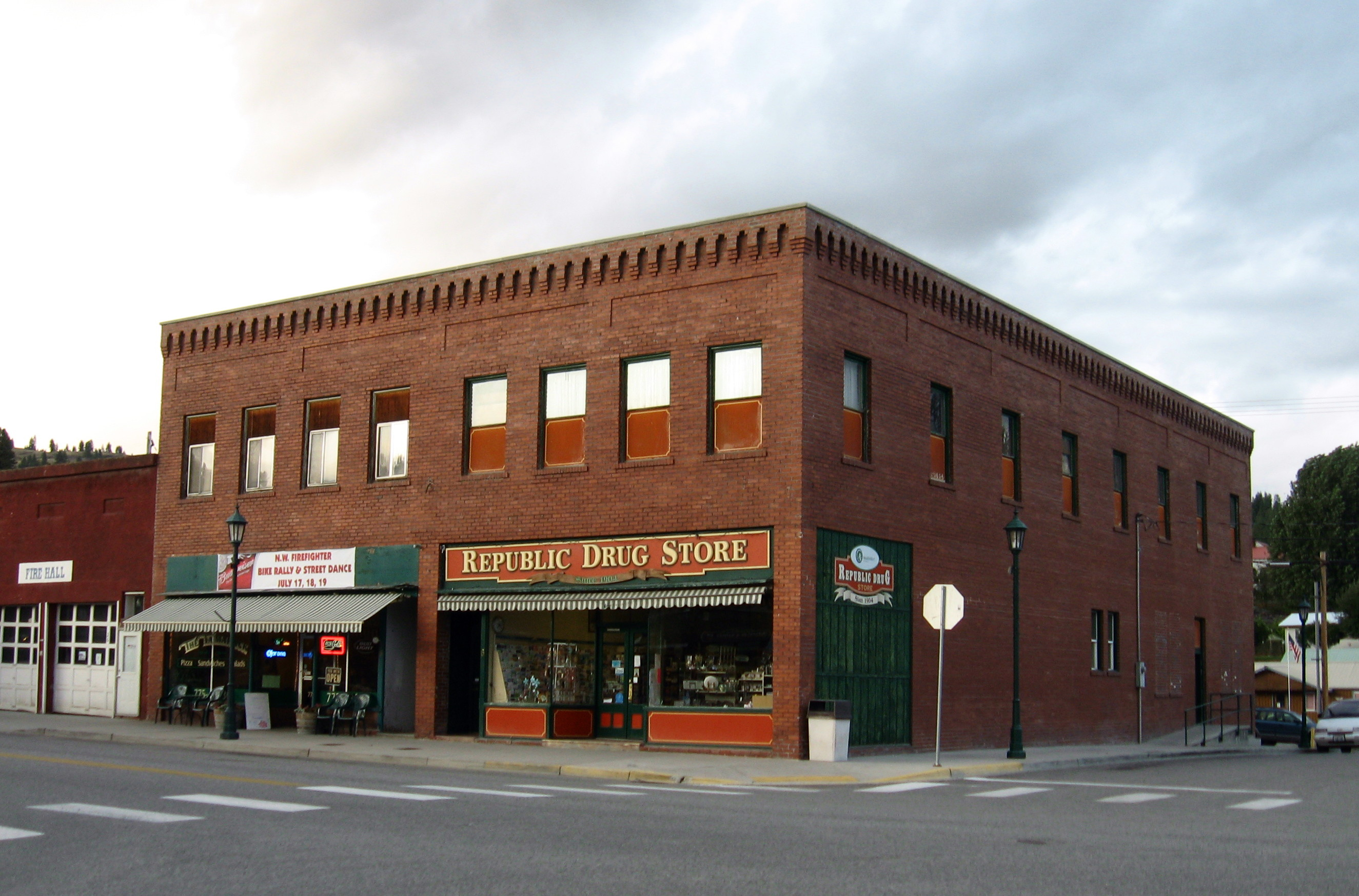
Edificio Slagle 1918 en 2009.

Jesse «John» Slagle llegó a Republic en 1904, enviado por la Stewart & Holms Wholesale Drug Company, su empleador en ese momento, con instrucciones de liquidar una farmacia que formaba parte de un patrimonio. Después de su llegada, se programó que Slagle sólo se quedaría el tiempo suficiente para ocuparse de la herencia, un período de tres meses. Sin embargo, Slagle optó por tomar los bienes de la herencia, además de la compra de una farmacia que anteriormente competía con su anciano propietario, y combinar las dos en una sola farmacia. Una vez combinados los inventarios de las tiendas, la nueva empresa se denominó Republic Drug Store.

### Hermanos Slagle
Una vez establecida la tienda, Slagle le pidió a su hermano Jeff H. Slagle que se mudara a Republic para ayudar con la tienda y su hermano estuvo de acuerdo. Después de unos años decidieron expandirse y para ello en 1908 compraron la farmacia de Kettle Falls. El exfarmacéutico había operado la tienda durante 18 años y la vendió para poder jubilarse. Las dos tiendas funcionaron en conjunto durante poco más de cinco años antes de que los hermanos anunciaran que disolvían su sociedad. En 1914 se anunció que la sociedad «The Slagle Bro's» terminaría por consentimiento mutuo de ambos hermanos. Jesse continuaría dirigiendo Republic Drug Store mientras Jeff se haría cargo de Kettle Falls Drug Company.

### Incendio provocado en 1917
La tienda Republic fue objeto de un incendio provocado el 4 de septiembre de 1917. Mientras realizaba su ronda, el alguacil de la ciudad observó a través de las ventanas delanteras que se produjo una explosión en la parte trasera de la tienda. El incendio resultante creció rápidamente hasta envolver siete edificios a lo largo del bloque. Si bien se perdieron los siete edificios, solo se perdió el inventario de la farmacia, con US$7000 (equivalente a $166 473 en 2023) a US$8000 (equivalente a $190 255 en 2023) de mercancías quemadas. El incendio fue finalmente extinguido con la ayuda de la única bomba contra incendios que funcionaba en la ciudad. Después de los incendios de Republic de 1917, Slagle trasladó la ubicación de la tienda a su ubicación actual y la reconstruyó en un edificio de ladrillo de dos pisos que se completó poco después del incendio de 1917-1918.

### Actualización de la bóveda de 1937
El 3 de octubre de 1937 se informó que John Slagle había mejorado el almacenamiento de su bóveda con la incorporación de 50 cajas de seguridad. Las cajas forman parte de una estructura única construida con paneles de acero resistentes.

### Robo en 1956
La tienda sufrió un robo importante en la mañana del 15 de septiembre de 1956, cuando saqueadores tenían como objetivo la selección de drogas y el inventario de licores, además del dinero en efectivo de la caja. El valor de los bienes robados y del dinero en efectivo en ese momento figuraba como US$1020 (equivalente a $11 431 en 2023), todo lo cual estaba asegurado. Dick y Maury, copropietarios de la tienda en ese momento, trabajaron hasta tarde esa noche y no abandonaron el local hasta poco después de la medianoche. Se estima que el robo ocurrió alrededor de las 3 a. m., con acceso a la tienda a través de una puerta lateral. Entre el inventario catalogado como robado había cigarrillos, máquinas de afeitar eléctricas, whisky y utensilios de escritura, sin embargo la bóveda de la tienda no fue tocada. Es probable que se utilizara un camión para transportar las mercancías. Tanto la policía de Spokane como el sheriff del condado de Spokane fueron notificados por radio cuando se informó del robo. Las investigaciones fueron realizadas tanto por el Departamento del Sheriff del Condado de Ferry como por la Junta de Control de Licores del Estado de Washington.

### Sucesión
Cuando se jubiló en 1947, Jesse cedió la tienda a sus hijos David, Maurice «Maury» y Richard «Dick» Slagle. Dick y Maury Slagle operaron la tienda conjuntamente antes de cederla al hijo y la nuera de Maury, Robert «Rob» y Patty Slagle. En 2003 se consideró que era la farmacia familiar más antigua en funcionamiento continuo en el estado de Washington. La tienda también fue el segundo negocio en funcionamiento más antiguo de Republic, habiendo comenzado a funcionar cuatro años después de la fundación de Anderson's Grocery en el verano de 1900. Desde aproximadamente la época de la Primera Guerra Mundial, la farmacia ha sido la única que prestaba servicios en el condado de Ferry y, después de 1947, también fue la única farmacia que prestaba servicios al hospital.

### Precios de Medicaid de 2002
En 2002, Washington propuso reducir los pagos de reembolso a los farmacéuticos que cumplen con las recetas de Medicaid. Los precios más bajos habrían obligado a muchas farmacias como Republic Drug Store a rechazar recetas de Medicaid, afirmó Patty Slagle. El estado estaba considerando la opción de recortar el presupuesto de reembolso de Washington entre $20 millones y $71 millones, y si se hubiera implementado, habría hecho que el costo de las recargas de Medicaid para Republic Drug Store fuera más caro que el reembolso. En ese momento, Slagle señaló que más de la mitad de las recetas procesadas por Republic Drug se hacían a través de Medicaid, y la tienda tendría que considerar rechazar pacientes, lo que resultaría en una trayecto de entre 80–100 millas (130–160 km) para llegar a otra farmacia.

### Venta en 2021

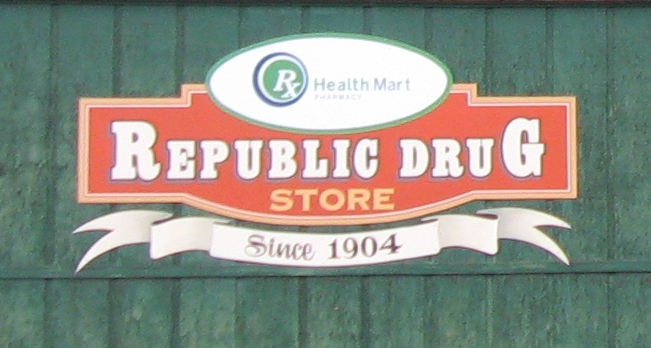
Cartel de 2009 con el respaldo de Health Mart.

La propiedad familiar de Republic Drug Store finalizó en 2021 cuando los propietarios Rob y Patty finalizaron la venta al Distrito Hospitalario del Condado de Ferry en enero de 2021. La farmacia ha pasado a ser propiedad y estar bajo la supervisión del distrito hospitalario y mantiene su membresía de franquicia con Health Mart.

## Investigación del Departamento de Justicia
Un informe inicial sobre la tasa de prescripción de opioides publicado en un The Washington Post en 2020 señaló que las farmacias pequeñas pueden tener un inventario de medicamentos mayor que el promedio y que muchas de las píldoras se desviaron al mercado negro en lugar de usarse legalmente. Según una base de datos de la Administración de Control de Drogas (DEA), se informó que Republic Drug Store recibió una «gran cantidad de pastillas para el condado», habiéndose enviado 2 681 690 pastillas de oxicodona e hidrocodona entre 2006 y 2014. El artículo señaló que esto era suficiente para las 1409 personas citadas que viven dentro de un 10 mi (16 km) de radio de la tienda para que cada uno reciba 211 pastillas al año.
Desde el 6 de octubre de 2017 hasta el 27 de noviembre de 2021, la farmacia fue puesta bajo investigación por la Administración de Control de Drogas por sus prácticas de manipulación de opiáceos. Durante la investigación, el Departamento de Justicia registró una serie de problemas de «alerta roja», según lo establecido por la Ley de Sustancias Controladas, que el farmacéutico que atendió el caso debería haber visto y corregido. La DEA definió las señales de alerta como indicadores de potencial de desvío o fraude, búsqueda de drogas, falta de necesidades médicas y potencial de abuso o riesgos para la salud. Entre los problemas encontrados se encontraban recetas escritas por diversas personas que no estaban legalmente autorizadas a escribirlas. Entre los individuos incluidos había personas con licencias suspendidas debido a problemas con la prescripción de recetas, médicos jubilados y un médico sin licencia para recetar sustancias controladas, ya que era un practicante de naturopatía.
Legalmente, tanto el médico que prescribe como el farmacéutico a quien se le presenta la solicitud del medicamento tienen la responsabilidad de verificar que se investiguen y rectifiquen todas las «señales de alerta» antes de dispensar el medicamento. La DEA consideró que la tienda no tomó las medidas requeridas en la mayoría de las «señales de alerta», y los abogados el Tribunal de Distrito de los Estados Unidos para el Distrito Este de Washington presentaron un caso. En 2023, el Distrito Hospitalario del Condado de Ferry llegó a un acuerdo con los abogados del Departamento de Justicia dirigidos por Vanessa Waldref por las violaciones registradas. Cuando se le preguntó sobre el caso, la directora ejecutiva del hospital afirmó que sentía que el caso era «insuficiente», pero también señaló que la tienda no había podido proporcionar ninguna evidencia de haber eliminado las señales de alerta. El distrito hospitalario aceptó asumir plena responsabilidad por las acciones de las farmacias antes y después de la compra. El distrito hospitalario celebró un acuerdo con el Departamento de Justicia para aumentar la capacitación del personal de la tienda y estar sujeto a auditorías de existencias trimestralmente. Se actualizarían las prácticas y políticas de las tiendas en materia de sustancias controladas y se pagaría al estado una multa de US$15 000.

## Edificio
En 2019, el edificio de la farmacia aún conservaba los toldos originales hechos a mano, sobre el frente original de la tienda y el techo de hojalata prensada. Debido a la naturaleza preservada del edificio de principios del siglo XX, Washington Filmworks ha identificado la farmacia como una posible ubicación para una película.